# Sonia Ferrer
Sonia Ferrer González (Barcelona, España, 26 de septiembre de 1977) es una actriz y presentadora española.

## Biografía
Cursó sus primeros estudios en el C.P. La Caixa, en el barrio barcelonés de La Verneda, Sant Martí.
Se dio a conocer en una miniserie de 13 capítulos que rodó para TVE-Catalunya, Happy House. Además presentó para Vía Digital en el Canal Cosmopolitan, el programa Café Cosmopolitan y entre 2000 y 2008 copresenta junto a Pepa Bueno primero y María José Molina más tarde el programa Gente de TVE-1.
En mayo de 2006, TVE la escogió como representante del ente público para dar el resultado de las votaciones españolas en el Festival de la Canción de Eurovisión.
En abril de 2007 se hace cargo, además, de la presentación del concurso Lluvia de estrellas, también en Televisión Española.
En 2011 copresenta, junto a Melchor Miralles, el programa de debate político Con voz y voto en Telemadrid.
Sonia Ferrer estuvo seis años en la prestigiosa academia de ballet de Paris, Rosella Hightower y habla inglés y francés (además del catalán y del castellano). Realizó estudios de Técnico en Empresas Turísticas y de Locución, Redacción y Presentación en Radio y Televisión. Ha presentado varias galas de TVE y rodó para el cine la película Lisístrata y la telenovela Luna negra para TVE, en la que interpretaba a una chica de 30 años y madre soltera.
Sonia Ferrer también fue modelo.
Entre julio de 2013 y septiembre de 2013 copresentó en Telecinco el programa Campamento de verano junto a Joaquín Prat.
Desde el 4 de febrero de 2015 colabora en el programa Amigas y conocidas de La 1.
Desde el 17 de febrero de 2018 conduce el programa de crónica social De todo corazón emitido los fines de semana por Telemadrid.

## Actriz

### Televisión
- 1999: Happy House, como Yolanda (1 episodio).
- 2003: Luna negra, como Mati
- 2004: ¿Se puede?, como Varios Personajes, junto a Lina Morgan (1 episodio).

### Cine
- 2002: Lisístrata, como Sonia.
- 2007: Donkey Xote, como Dulcinea (Voz).
- 2011: 8, como La Mujer (Cortometraje).

### Teatro
- 2008-2009: Felices 30.

## Televisión

### Programas de televisión
| Año                     | Programa                   | Cadena               | Notas                                 |
| ----------------------- | -------------------------- | -------------------- | ------------------------------------- |
| 2000 – 2008             | Gente                      | La 1                 | Presentadora                          |
| 2002                    | Cartagena te conquistará   | La 1                 | Presentadora                          |
| 2002 – 2003             | Grand Prix                 | La 1                 | Madrina                               |
| 2004 – 2014; 2018; 2020 | Pasapalabra                | Telecinco / Antena 3 | Invitada                              |
| 2004                    | Murcia, qué hermosa eres   | La 1                 | Presentadora                          |
| 2004                    | Contigo                    | La 1                 | Presentadora                          |
| 2006                    | La Rioja, tierra universal | La 1                 | Presentadora                          |
| 2007                    | Lluvia de estrellas        | La 1                 | Presentadora                          |
| 2009                    | Aquí no hay playa          | Telemadrid           | Presentadora                          |
| 2009 – 2010             | Campanadas de fin de año   | Telemadrid           | Presentadora                          |
| 2011                    | Con voz y voto             | Telemadrid           | Copresentadora                        |
| 2013                    | ¡Mira quién salta!         | Telecinco            | Concursante                           |
| 2013                    | Campamento de verano       | Telecinco            | Copresentadora                        |
| 2015 – 2018             | Amigas y conocidas         | La 1                 | Colaboradora                          |
| 2018 – 2021             | Buenos días, Madrid        | Telemadrid           | Colaboradora y copresentadora         |
| 2018 – 2020             | De todo corazón            | Telemadrid           | Presentadora                          |
| 2019 – 2021             | Está pasando               | Telemadrid           | Colaboradora y presentadora sustituta |
| 2020                    | El cazador                 | La 1                 | Concursante                           |
| 2021 – presente         | Espejo público             | Antena 3             | Colaboradora                          |
| 2022                    | Ya es mediodía             | Telecinco            | Colaboradora                          |
| 2023                    | Ana                        | Telecinco            | Colaboradora                          |
| 2023 – presente         | En boca de todos           | Cuatro               | Colaboradora                          |
| 2024                    | Bárbara Rey, mi verdad     | Telecinco            | Colaboradora                          |

### Programas
- Gente, en La 1 (2000-2008). Presentadora.
- Telepasión Española en La 1 (2000). Actuando.
- Cartagena te conquistará, en 2002. Presentadora.
- Gran Prix en La1 (2002-2003). Madrina.
- Murcia, qué hermosa eres, en 2004. Presentadora.
- Contigo, en 2004. Presentadora.
- Pasapalabra en Telecinco (2004-2014). Invitada (26 ocasiones).
- Gala de La Rioja, en 2006. Presentadora.
- Quién me iba a decir (Especial David Bisbal), en 2006.
- Eurovisión 2006 (portavoz de los votos españoles), en 2006.
- Lluvia de estrellas en La1 (2007). Presentadora.
- Aquí no hay playa, en Telemadrid (2009). Presentadora.
- Campanadas de fin de año en televisión en Telemadrid (2009). Presentadora.
- Con voz y voto en Telemadrid (2011). Copresentadora.
- ¡Mira quién salta! en Telecinco (2013). Concursante.
- Campamento de verano en Telecinco (2013). Presentadora.
- Amigas y conocidas en La 1 (2015-2018). Colaboradora.
- Telepasión 2016: de cine en La 1 (2016). Actuando.
- Trabajo temporal en La 1 (2017). Concursante.
- De todo corazón, en Telemadrid (2018-2020). Presentadora.
- Buenos días, Madrid en Telemadrid (2018-actualidad). Colaboradora.
- Está pasando en Telemadrid (2019-2021). Colaboradora y presentadora sustituta.

## Vida personal
Sonia se casó en agosto de 2007 con el cirujano italiano Marco Vricella y tiene una hija, Laura, nacida en Madrid en 2010.
En octubre de 2006, fue portada y realizó un amplio reportaje fotográfico para la revista Interviú. El 9 de abril de 2013 se hace pública la separación entre Sonia y Marco.
En junio de 2013 se confirma que la presentadora mantiene una relación sentimental con el jinete Álvaro Muñoz Escassi que fue confirmada tras su paso por Mira quién salta donde se conocieron ambos. En enero de 2015 ambos ponen punto final a su relación.